# Sójkowiec wietnamski
Sójkowiec wietnamski (Ianthocincla konkakinhensis) – gatunek średniej wielkości ptaka z rodziny pekińczyków (Leiotrichidae). Występuje w środkowym Wietnamie oraz południowo-wschodnim Laosie. Jest bliski zagrożenia wyginięciem.
SystematykaGatunek ten naukowo opisali w 2001 Jonathan C. Eames i Charles Eames. Holotyp i dwa paratypy odłowiono w kwietniu 1999 na górze Kon Ka Kinh, od jej nazwy pochodzi epitet gatunkowy. Pierwotnie gatunek zaliczono do rodzaju Garrulax, później w oparciu o filogenetyczne badania molekularne został przeniesiony wraz z kilkoma innymi gatunkami do rodzaju Ianthocincla. Nie wyróżnia się podgatunków.
MorfologiaDługość ciała około 24 cm. Samice są podobne do samców.
EkologiaJego naturalnym środowiskiem są subtropikalne i tropikalne wilgotne lasy górskie. Spotykany w przedziale wysokości 1150–1750 m n.p.m. Prawdopodobnie w skład jego diety wchodzą bezkręgowce i nieco materii roślinnej. Sezon lęgowy trwa od marca do kwietnia.
StatusMiędzynarodowa Unia Ochrony Przyrody (IUCN) od 2024 roku uznaje sójkowca wietnamskiego za gatunek bliski zagrożenia (NT, Near Threatened); wcześniej, był on klasyfikowany jako gatunek narażony na wyginięcie (VU, Vulnerable). Liczebność populacji nie została formalnie oszacowana, ale na większości stanowisk jest to ptak dość pospolity. Ogólny trend liczebności oceniany jest jako spadkowy, choć w części zasięgu może być stabilny. Główne zagrożenia dla gatunku to utrata i degradacja siedlisk oraz odłów za pomocą pułapek (przypuszczalnie w celu sprzedaży jako ptak śpiewający).